# 间穗薹草
间穗薹草（学名：[Carex loliacea] 错误：{{Lang}}：文本有斜体标记（帮助））是莎草科薹草属的植物。分布在北美洲、亚洲、欧洲、日本、朝鲜、蒙古北部以及中国大陆的黑龙江等地，生长于海拔250米至750米的地区，多生长于林下，目前尚未由人工引种栽培。